# Bailando por un sueño (Costa Rica)
Bailando por un sueño es una versión o adaptación muy similar al programa mexicano del mismo nombre, excepto que los famosos y soñadores son de nacionalidad costarricense. El programa fue transmitido por Teletica Canal 7 en julio de 2007 (primera temporada), agosto de 2008 (segunda temporada) y agosto de 2010 (tercera temporada).

## Programa
El programa Bailando por un sueño, es una competición de baile cuyo objetivo es convertir un sueño en realidad.
El anhelo desinteresado por ayudar en una causa noble y una buena habilidad en la pista de baile lograrán que el ganador de la competencia alcance su meta inicial: cambiar la vida de un ser querido, cumpliendo su sueño.
Durante 12 programas, 10 parejas de baile conformadas por un participante (soñador) y una personalidad reconocida del medio, serán evaluadas por 5 jueces, con una reconocida experiencia en el campo del baile.
Después de la calificación, las parejas que obtengan la puntuación más baja, serán sentenciadas a un duelo y se enfrentarán en el próximo programa. Luego de que realicen el duelo la decisión estará en manos de los televidentes, quienes votarán por medio de llamadas telefónicas y mensajería de texto. La pareja con menos votos quedará eliminada.
Este programa empezó con gran éxito en México, y luego se fue realizando de la misma manera en diferentes países como: Colombia, República Checa, Argentina, Panamá, Rumanía, Paraguay, Ecuador y Brasil.

## Mecánica
- 10 parejas se enfrentarán durante el primer programa de la serie; cada una bailará dos temas, y después de su actuación el jurado dará su calificación.[2]
- Las calificaciones del jurado se darán con una puntuación del 1 al 10, la cual se sumará y se presentará en la tabla de posiciones.
- Uno de los jueces emitirá un «voto secreto». Este voto será revelado al final del programa. En cada programa un juez diferente tendrá a su cargo el voto secreto.
- Las parejas que obtengan menor puntuación serán «sentenciadas a duelo». Como máximo podrán quedar “sentenciadas” 3 parejas por programa.
- La siguiente semana el público se encargará de votar por su pareja preferida mediante llamadas telefónicas y mensajes de texto.
- En el siguiente programa las parejas “sentenciadas” se someten a duelo. Se cierra la votación y la pareja con el menor número de votos queda eliminada de la competencia.
- En el programa final, las parejas que estén compitiendo bailarán, y el público decidirá cuál es la pareja ganadora.

### Motivos de expulsión
- Cualquier agresión física o verbal contra cualquier miembro, ya sea de la producción, pareja de baile, jurado, público asistente, televidente o personas en general, será motivo de una expulsión inmediata.

- Uso de lenguaje verbal o corporal no adecuado que pueda atentar contra la moral y los buenos valores.

- Comentarios, críticas negativas que deterioren la imagen de la producción o la empresa de televisión.

- El participante que sea denunciado o sorprendido intentando sobornar al jurado, será expulsado inmediatamente de la competición.

- Los participantes que estén concentrados en un hotel deberán informar a la producción de cualquier desplazamiento o traslado que no esté dentro del itinerario diseñado por la producción. De lo contrario, cualquier accidente o pérdida deberá ser asumido total y absolutamente por el participante.

## Primera temporada (2007)

### Desarrollo
Durante la primera semana del programa la cantante costarricense Elena Umaña y su soñador fueron los primeros que sufrieron la expulsión tras quedar nominados contra Erick Lonnis y su pareja, así como Carlos Álvarez y su soñadora. Ambas parejas avanzaron con los otros participantes para el siguiente programa.
La segunda semana Nadia Aldana y su soñador abandonaron la competición. La tercera semana Carolina Tejera y su soñador dijeron adiós. El cuarto programa dejó atrás a la pareja de Carlos Álvarez y Martha León; de nuevo Erick Lonnis y su soñadora y otras dos parejas quedaban en la cuerda floja de sufrir la expulsión en el siguiente programa en la quinta semana de este popular programa que se transmitía todos los sábados a las 7:00pm a través de la señal de Teletica Canal 7.

### Conductores
- Edgar Silva (periodista)
- Nancy Dobles(Presentadora)

### Jurado
- Humberto Canessa
- Maripili Araya
- Fabian Quiros
- Elías Palma
- Flor Urbina

### Famosos
- Mauricio Hoffman (presentador)
- Carlos Álvarez (periodista)
- Rey West(periodista)
- Ana Lucía Vega (presentadora y modelo)
- Carolina Tejera (actriz venezolana)
- Erick Lonnis (exjugador de fútbol)
- Elena Umaña (cantante)
- Nadia Aldana (presentadora y modelo)
- Verónica González (ex-Miss Costa Rica)
- Errol Phillips(presentador y locutor)
- Shirley Álvarez (ex-Miss Costa Rica)

### Parejas
Las parejas conformadas por un soñador y un famoso, para la primera temporada fueron:
| Famoso            | Ocupación                         | Soñador             | Nacionalidad  | Puesto alcanzado                  | Sentencias | Ritmo de la eliminación                   |
| ----------------- | --------------------------------- | ------------------- | ------------- | --------------------------------- | ---------- | ----------------------------------------- |
| Mauricio Hoffman  | Presentador                       | Hazel Linares       | costarricense | Ganadores                         | 1          | Salsa Swing Reguetón                      |
| Shirley Álvarez   | Ex-Miss Costa Rica / presentadora | Ricardo Granados    | costarricense | Segundos                          | 0          | Salsa Swing Reguetón                      |
| Erick Lonnis      | Exfutbolista                      | Ana Gabriela Segura | costarricense | Terceros                          | 1          | Salsa Swing Reguetón                      |
| Carlos Álvarez    | Locutor/animador                  | Martha León         | costarricense | 10.ª pareja eliminada             | 6          | Country Charlestón                        |
| Carolina Tejera   | Actriz                            | Minor Matarrita     | venezolana    | 9.ª pareja eliminada              | 2          | Bolero de salón Hip Hop                   |
| Ana Lucía Vega    | Modelo/ Presentadora              | Esteban Artavia     | costarricense | 8.ª pareja eliminada              | 1          | Vals Cumbia                               |
| Verónica González | Miss Costa Rica 2007              | Esteban Artavia     | costarricense | Abandonó (Entra Ana Lucía Vega)   | 0          | Música Típica Costarricense Rock and Roll |
| Camilo Rodríguez  | Presentador                       | Deily Portuguez     | costarricense | 7.ª pareja eliminada              | 1          | Música Típica Costarricese Rock and Roll  |
| Daniel Quirós     | Periodista                        | Karla Bonilla       | costarricense | 5.ª pareja eliminada              | 1          | Mambo Dance Hall                          |
| Carlos Álvarez    | Locutor/animador                  | Martha León         | costarricense | 4.ª pareja eliminada (repescados) | 4          | Swing Criollo Tango                       |
| Erick León        | Cantante                          | Karla Bonilla       | costarricense | Abandonó (Entra Daniel Quirós)    | 0          | Swing Criollo Tango                       |
| Shirley Álvarez   | Ex-Miss Costa Rica / presentadora | Carlos Benavidez    | costarricense | 3.ª pareja eliminada              | 1          | Pop Paso Doble                            |
| Nadia Aldana      | Modelo / Animadora                | Dave Willians       | costarricense | 2.ª pareja eliminada              | 1          | Reguetón Bolero                           |
| Elena Umaña       | Cantante grupera                  | Ricardo Granados    | costarricense | 1.ª pareja eliminada              | 1          | Disco Salsa                               |

### Programación
| Precedido por | Programa              | Sucedido por          |
| ------------- | --------------------- | --------------------- |
| Indefinido    | Bailando Por Un Sueño | Bailando Por El Mundo |

## Primer campeonato mundial de baile
Costa Rica es invitado por Televisa a participar de Bailando por un sueño: Primer Campeonato Mundial de Baile a realizarse en México. Nuevos países se disputarían el título a la mejor pareja de baile de los programas Bailando por un sueño en el mundo. El país participante debía enviar a la pareja ganadora de la última edición de Bailando por un sueño en su país, dado que en Costa Rica no se había terminado la primera temporada y la pareja de Shirley Álvarez y Ricardo Granados llevaban las mejores puntuaciones de la temporada, fueron los elegidos y enviados hasta México. La jueza Maripili Araya fue seleccionada como la representante del país. Al final Shirley Álvarez y Ricardo Granados obtuvieron la posición 5.ª del reality. Ver artículo completo Anexo:Bailando por un sueño: primer campeonato mundial de baile

### Programación
| Precedido por         | Programa              | Sucedido por          |
| --------------------- | --------------------- | --------------------- |
| Bailando Por Un Sueño | Bailando Por El Mundo | Cantando Por Un Sueño |

## Segunda temporada (2008)
Bailando por un sueño 2 (Versión CR) es realizado bajo el formato de Televisa, y es transmitido bajo licencia por Teletica. La segunda edición comenzó el sábado 9 de agosto del 2008 a partir de las 7 p. m. y finalizó el 15 de noviembre de 2008, en el estudio Marco Tulio Picado en las instalaciones de la Televisora ubicadas en Sabana Oeste, San José.

### Historia
El formato nació de Bailando por un sueño, programa mexicano extremadamente exitoso. Luego de unas temporadas, se crea Cantando por un sueño. Más tarde se vuelve franquicia y esta en países como: Argentina, El Salvador, Paraguay, Colombia, Brasil, Panamá, Perú, Ecuador, Rumania, y Costa Rica.
En el programa un soñador que debe tener facultades para el baile, es acompañado por un famoso y un coreógrafo, en un concurso de baile, donde en cada programa debe mostrar sus habilidades con diferentes ritmos (salsa, pop, cumbia colombiana, reguetón, bolero). La pareja que menos puntos obtenga por parte del jurado quedará sentenciada para que así, sea el público quien con sus mensajes de texto SMS, o llamadas telefónicas, vote por qué pareja debe ser la que seguirá en el programa gracias a esto el programa le da importantes ganancias por cada mensaje enviado. La semana siguiente los dos tríos se irán a duelo, en el cual se evaulua uno de los ritmos de la semana anterior.

### Presentadores
- Edgar Silva (periodista, conductor de Buen Día, fue conductor de Cantando por un Sueño)

- Pamela Alfaro (modelo, ganadora del premio chica E! Centroamérica, ganadora de Cantando por un Sueño)

- Mauricio Hoffman (conductor, animador del programa Sábado Feliz, ganador de la primera edición de Bailando por un Sueño).

### Parejas
Las parejas conformadas por un soñador y un famoso, para la segunda temporada fueron:
| Famoso                 | Ocupación          | Soñador              | Nacionalidad  | Puesto alcanzado                | Sentencias | Ritmo de la eliminación              |
| ---------------------- | ------------------ | -------------------- | ------------- | ------------------------------- | ---------- | ------------------------------------ |
| Viviana Calderón       | Presentadora       | Franklin Calderón    | costarricense | Ganadores                       | 1          | Salsa en Línea Swing Criollo Rap     |
| Jorge Martínez         | Periodista         | Yuliana López        | costarricense | Segundos                        | 2          | Salsa en Línea Swing Criollo Disco   |
| Ericka Cruz            | Cantante/Modelo    | Marcos Arroyo        | costarricense | Terceros                        | 2          | Salsa en Línea Swing Criollo Pop     |
| Pablo Rodríguez        | Modelo/actor       | Laura Bustos         | costarricense | Finalistas                      | 5          | Salsa en Línea Swing Criollo A Go-Go |
| Roy Myers              | Exfutbolista       | Kimberly Álvarez     | costarricense | 7.ª pareja eliminada            | 3          | Rock and Roll Dance Hall             |
| Mellissa Mora          | Modelo             | Ángel Daniel Rosales | costarricense | 6.ª pareja eliminada            | 2          | Calypso Hip Hop                      |
| Randy Allen            | Modelo/presentador | Yessenia Martínez    | costarricense | Abandonó (Soñadora)             | 1          | Calypso Hip Hop                      |
| Roy Myers              | Exfutbolista       | Kimberly Álvarez     | costarricense | 5.ª pareja eliminada            | 2          | Música Costarricense Reguetón        |
| Ericka Cruz            | Cantante/Modelo    | Marcos Arroyo        | costarricense | 4.ª pareja eliminada            | 1          | Disco Bolero                         |
| Antonio Bertarioni     | Locutor/animador   | Melissa Barrantes    | costarricense | 3.ª pareja eliminada            | 1          | Pop Tango Break Dance                |
| María Teresa Rodríguez | Miss Costa Rica    | Bryan Herrera        | costarricense | 2.ª pareja eliminada            | 2          | Axé Mambo                            |
| Mellissa Mora          | Modelo             | Ángel Daniel Rosales | costarricense | 1.ª pareja eliminada            | 1          | A Go-Go Salsa                        |
| Ángel Rafael González  | Maquillista        | Yuliana López        | costarricense | Abandonó (Entra Jorge Martínez) | 1          | Chiqui Chiqui Merengue               |
| Modelo/presentadora    | Maquillista        | Ronald Villalobos    | costarricense | Abandonó (Soñador)              | 1          | Chiqui Chiqui Merengue               |

### Jurado
El jurado será el mismo de la edición anterior.

### Programación
| Precedido por                      | Programa                             | Sucedido por                   |
| ---------------------------------- | ------------------------------------ | ------------------------------ |
| Cantando por un sueño (Costa Rica) | Bailando por un sueño (Costa Rica) 2 | Bailando por un sueño: el reto |

## Reto: Costa Rica-Panamá
Al finalizar la segunda temporada de Bailando por un sueño en Costa Rica, Teletica se entera de que Panamá paralelamente estaba terminando su tercera temporada, así que decide ponerse de acuerdo con Telemetro Televisora encargada de producir Bailando por un sueño en Panamá, para montar un espectáculo entre ambos países. Cuatro galas conformarían el reto, dos en cada país. Cada sede enviaría a los dos primeros lugares de su última temporada, en Costa Rica: Viviana Calderón y Franklin Calderón y Jorge Martínes con Juliana López.
Al final del reto Viviana Calderón y Franklin Calderón se coronaron como campeones y Jorge Martínez y Juliana López.
Ver Anexo Bailando por un sueño: el reto.

### Programación
| Precedido por                      | Programa                       | Sucedido por      |
| ---------------------------------- | ------------------------------ | ----------------- |
| Bailando por un sueño (Costa Rica) | Bailando por un sueño: el reto | Nace una Estrella |

## Tercera temporada (2010)
Bailando por un sueño 3 (versión CR) es realizado bajo el formato de Televisa, es transmitido bajo licencia por Teletica y producido por Teletica Formatos. La tercera edición inició el sábado 21 de agosto del 2010 a partir de las 8:00 p. m.. con cambios de horario para las personas que sintonizan la señal internacional de Teletica. También el reality puede ser visto en cualquier parte del mundo en vivo y en directo desde la página de Teletica, www.teletica.com. El programa es realizado en el estudio Marco Picado en las instalaciones de la Televisora ubicadas en Sabana Oeste, San José.

### Audiciones
Las audiciones se realizaron a partir del 7 al 9 de julio de 2010 en las instalaciones del canal. Más de 500 soñadores fueron evaluados por un jurado; cada soñador debió bailar junto con un bailarín asignado por el canal, un mix de ritmos.

### Formato
En cuanto a la elección de los famosos y soñadores se han realizado algunos cambios en el formato. En esta temporada pueden participar famosos de temporadas anteriores; además los participantes(soñadores) no traerán un sueño personal, ya que es la producción del programa la que se encargará de buscar los sueños y posteriormente asignárselos a cada soñador.
En esta tercera temporada la mecánica continúa siendo la misma. En el programa un soñador que debe tener facultades para el baile es acompañado por un famoso y un coreógrafo, en un concurso de baile, donde en cada programa debe mostrar sus habilidades con diferentes ritmos (salsa, pop, cumbia, reguetón, bolero), en distintas rondas. La pareja será evaluada por un grupo de expertos, conformado por cuatro jurados, con una calificación del 1 al 10. Al final del programa las dos parejas que menos puntos obtengan quedarán sentenciadas para que, asís sea el público quien con sus mensajes de texto SMS, o llamadas telefónicas, vote por qué pareja debe ser la que seguirá en el programa; por ende gracias a esto el programa recibe importantes ganancias por cada mensaje enviado. La semana siguiente los dos tríos (soñador, famoso, coreógrafo) se irán a duelo, en el cual se evalúa uno de los ritmos de la semana anterior.

### Presentadores
- Edgar Silva: periodista, productor y presentador de la revista matutina de Teletica, Canal 7 Buen Día, ha sido conductor de grandes programas como El Chinamo, Miss Costa Rica, Bailando por un sueño 1 y 2, Cantando por un Sueño, Bailando por un Sueño: El Reto Costa Rica - Panamá, Studio 7 y la primera y segunda temporada de Nace una Estrella.

- Cristiana Nassar: periodista y presentadora con gran trayectoria en la televisión. En Teletica ha trabajado desde el 2008 en las transmisiones oficiales de fin de año. También fue presentadora de la segunda edición del reality, Nace Una Estrella.

- Marilín Gamboa: periodista y modelo, en ocasiones ha trabajado como actriz. Participó como famosa en Cantando por un sueño. Actualmente tiene un programa de moda y belleza en Xpertv y Telemundo. También es presentadora y reportera del programa de farándula 7 Estrellas.

### Asesora artística
- María José Urbina: hermana de la jueza Flor Urbina. Cuenta con más de 20 años de experiencia en la enseñanza e investigación del baile popular en Costa Rica. Fue coreógrafa de Bailando por un Sueño primera y segunda temporada y del Primer Campeonato Internacional de Baile realizado por Televisa en México 2007. También fue la coreógrafa de la pareja ganadora del reality de baile Studio 7.

### Integrantes

#### Famosos
- Mauricio Hoffman: famoso y popular presentador. Desde el 2008 se unión junto con Edgar Silva a presentar los diferentes realities que Teletica transmite; además es el presentador del programa familiar Sábado Feliz y La Rueda de la Fortuna. En el 2007 participó como famoso en la primera temporada de Bailando por un sueño, convirtiéndose en el ganador. Ahora regresa a pelear de nuevo por la corona.

- Andrés Vargas: locutor, es más conocido por su voz que por su imagen. Es el encargado de la producción de promociones y cuñas de Bésame 89.9 Música Romántica y Moderna. Su trabajo lo complementa con la parte creativa de la radio y también aporta su voz en la producción de comerciales. Además es presentador del programa "De Todo un Poco" del canal XperTV 33.

- Carlos Álvarez: famoso locutor y presentador. En Teletica ha trabajado como presentador en la primera y segunda temporada de El Turno de la Risa y también del Chinamo. Actualmente es locutor del programa radial "El Manicomio de la Risa". Participó como famoso en Bailando por un Sueño 1, convirtiéndose en el famoso con más sentencias.

- Verónica González: Miss Costa Rica 2007, también ha sido presentadora de programas como Habitat Soluciones y Cantando por un sueño. En el 2007 participó como famosa de Bailando por un sueño 1, siendo una de las parejas favoritas, ella y su soñador, y con las más altas calificaciones a mitad de la competencia sufrió de apendicitis lo que la obligó a abandonar el concurso.

- Randy Allen: modelo y presentador. Durante muchos años presentó Destinos TV.com. En el 2008 participó como famoso en Bailando por un Sueño 2, siendo una de las parejas favoritas poco antes de finalizar la competencia, su soñadora sufrió una fractura, lo que lo obligó a abandonar la pista de baile. Ahora regresa para demostrar lo que sabe.

- Natalia Rodríguez: popular presentadora y VJ del canal de música VM Latino. Trabaja presentando los programas "EL Combate" y "Neo Clip".

- Greivin Morgan: ha participado como modelo en diversas pasarelas y ha participado en algunos comerciales televisivos.

- Maricruz Leiva: extrovertida periodista de espectáculos. Durante más de 7 años ha sido periodista del programa de espectáculos 7 Estrellas.

- Natalia Álvarez: modelo y presentadora. Ex-Tica Linda 2007. Actualmente es presentadora del programa familiar "Sábado Feliz" y fue presentadora de "Habitad Soluciones".

- Nancy Dobles: querida y famosa presentadora. También ha participado como modelo para diferentes marcas y revistas. En Teletica ha sido presentadora de En Vivo, El Chimano, Bailando por un Sueño 1. Actualmente es una de las principales presentadoras de 7 Estrellas y de BN Millonarios".

### Programación
| Precedido por       | Programa                             | Sucedido por                         |
| ------------------- | ------------------------------------ | ------------------------------------ |
| Nace una Estrella 2 | Bailando por un sueño (Costa Rica) 3 | Bailando por un sueño: Centroamérica |

## Internacionales

### Bailando por un sueño: primer campeonato internacional de baile
En el 2007 al finalizar la primera temporada de Bailando por un Sueño Costa Rica, Teletica eligió a la pareja de Shirley Álvarez y Ricardo Granados como representantes de Costa Rica en el primer campeonato internacional de baile realizado en México por Televisa. En este campeonato participaron 9 países: Rumanía, México, Costa Rica, Argentina, Colombia, Ecuador, Paraguay, Eslovaquía, Panamá. En este campeonato Costa Rica ocupó el quinto lugar.
El campeonato inició el 4 de noviembre de 2007. La pareja obtuvo el quinto lugar de la tabla en su primer programa. El equipo se vio afectado por ciertos problemas entre el coreógrafo, Ronny Araúz, y el bailarín, Ricardo Granados. En el segundo programa ocuparon el tercer lugar de la tabla de posiciones. Al parecer la pareja iría en ascenso,. Sin embargo, Shirley Álvarez se presentó en el tercer programa con una seria lesión en el cuello y obtuvieron el séptimo lugar. En el cuarto programa la pareja se vio afectada por su coreografía de swing criollo (cumbia costarricense). En el quinto programa, Costa Rica empató en el quinto lugar con Ecuador, por lo que el jurado decidió que los "ticos" debían recibir el privilegio de elegir a qué equipo pertenecer, ya sea al "A" o el "B". La pareja decidió competir contra México, Rumanía, Argentina y Eslovaquia (Grupo A). Finalmente, ocuparon el quinto lugar del programa.

### Reto: Bailando por un Sueño Costa Rica-Panamá
Inició el 23 de noviembre desde Ciudad de Panamá en Panamá y luego desde Costa Rica. El programa era transmitido todos los domingos a las 7 p. m. en Costa Rica y a las 8 p. m. en Panamá.
En el 2008 al finalizar la segunda temporada de Bailando por un Sueño Costa Rica se realizó El Reto: Bailando por un Sueño Costa Rica-Panamá producido por la televisora costarricense Teletica, Canal 7 y la televisora panameña Telémetro, Canal 13, bajo el formato de Televisa.
Teletica escogió a la pareja ganadora Viviana Calderón y Franklin Calderón, ganadores de la segunda temporada, como también a los segundos lugares Jorge Martínez y Yuliana López como representantes de Costa Rica. Debían enfrentarse contra los dos primeros lugares de la tercera temporada de Bailando por un Sueño Panamá durante cuatro galas. El país ganador fue Costa Rica con la pareja de Viviana Calderón y Franklin Calderón. Jorge y Yuliana ocuparon el tercer puesto del programa.
Artículo principal: Bailando por un sueño: el reto

### Reto centroamericano de baile
Inicio sábado 23 de enero de 2011 y finalizó el 27 de febrero del 2011.
Al terminar la tercera temporada de Bailando por un sueño de Costa Rica y El Salvador; así como la primera de Honduras, se decide realizar un reto centroamericano de baile entre los 3 países. Estos debían enviar 2 parejas de baile (exparticipantes de Bailando Por Un Sueño) para que sean las que defienden el honor del país.
La presentadora Nancy Dobles y su bailarín Diego Torres obtuvieron el primer lugar del programa; y la modelo Natalia Álvarez y su soñador Jonathan Campos el tercero.
En el 2012, tras el éxito de la primera temporada la región centroamericana decide unirse y brindar de nuevo este reality show, en esta ocasión Panamá, sustituyendo a Honduras. El programa fue renovado para la segunda temporada, ya que en esta edición no contaría con dos parejas por país, sino que cada país contaría con un equipo de seis bailarines (3 hombres y 3 mujeres). El programa dio inicio el 19 de febrero de 2012.